# Cry of Battle
Cry of Battle (bra: A Última Batalha) é um filme estadunidense/filipino, em preto e branco, de 1963, dos gêneros aventura, drama, guerra e romance, dirigido por Irving Lerner, roteirizado por Benjamin Appel, baseado no livro Fortress in the Rice de Bernard Gordon, música de Richard Markowitz.

## Sinopse
Segunda guerra mundial, Filipinas, um jovem, filho de um rico comerciante, despojado de sua fortuna, integra a resistência aos japoneses e encontra romance e aventura. Uma curiosidade sobre o filme, é que ele estava em cartaz em 22 de janeiro de 1963, em Dallas, justamente no cinema em que Lee Harvey Oswald entrou, dia que ficou famoso pelo assassinato do presidente John Kennedy. Oswald foi preso dentro deste cinema, que exibia no dia dois filmes; o outro era "War is Hell".

## Elenco
- Van Heflin....... Joe Trent
- Rita Moreno....... Sisa
- James MacArthur....... David McVey
- Leopoldo Salcedo....... Manuel Careo
- Sidney Clute....... Coronel Ryker
- Marilou Muñoz....... Pinang
- Oscar Roncal....... Atong
- Liza Moreno....... Vera
- Michael Parsons....... Capitão Davis
- Claude Wilson....... Matchek
- Vic Silayan....... Capitão Garcia
- Oscar Keesee (como Oscar Keesee Jr.)